# Rambutyo
L'isola di Rambutyo è un'isola della Papua Nuova Guinea, che si trova a sud-est di quella di Manus nel mare di Bismarck, fa parte delle isole dell'Ammiragliato nell'arcipelago delle Bismarck. Amministrativamente fa parte del distretto di Manus nell'omonima provincia appartenente alla Regione delle Isole.
La popolazione è di circa 1.000 abitanti; i villaggi principali sono Lenkau e Penchal.

## Storia
Durante la Seconda guerra mondiale l'isola venne occupata da un piccolo contingente giapponese e fu liberata il 3 aprile 1944 da  forze statunitensi appartenenti al 12º Reggimento Cavalleria.